# Riot in Cell Block 11
Riot in Cell Block 11 is een Amerikaanse film noir uit 1954 onder regie van Don Siegel. In Nederland werd de film destijds uitgebracht onder de titel Oproer in cel 11.

## Verhaal
In de Folsom State Prison in Californië komen de gevangenen in opstand tegen hun leefomstandigheden. Ze gebruiken de pers daarbij als hefboom om het gevangenisbeleid aan de kaak te stellen.

## Rolverdeling
| Acteur            | Personage     |
| ----------------- | ------------- |
| Neville Brand     | James V. Dunn |
| Emile Meyer       | Reynolds      |
| Frank Faylen      | Haskell       |
| Leo Gordon        | Mike Carnie   |
| Robert Osterloh   | Kolonel       |
| Paul Frees        | Monroe        |
| Don Keefer        | Verslaggever  |
| Alvy Moore        | Gator         |
| Dabbs Greer       | Schuyler      |
| Whit Bissell      | Snader        |
| James Anderson    | Acton         |
| Carleton Young    | Barrett       |
| Harold J. Kennedy | Verslaggever  |
| William Schallert | Verslaggever  |
| Jonathan Hole     | Verslaggever  |